# Професионална техническа гимназия „Цар Симеон Велики“
ПТГ „Цар Симеон Велики“ е гимназия в град Търговище, община Търговище, разположена е на адрес: ул. „Александър Стамболийски“ № 29. Тя е с държавно финансиране. Директор на училището е Николай Николов.

## История
Училището е основано през 1965 г., когато със заповед на министъра на народната просвета е открита първата учебна година на новото училище. Първият директор е инж. Стефан Петков, а първите 140 курсисти са разпределени в 4 паралелки и две специалности.
На 11 май 1995 г. се състои церемония за даване име на Техникума по механотехника гр. Търговище. След полагане на тържествената клетва кръстника на техникума Георги Майсторски – директор на историческия музей в Шумен, връчва специалното знаме на Симеоновото войнство. Оттогава училището се нарича Професионална техническа гимназия „Цар Симеон Велики“.

## Материална база
Училището разполага с 26 кабинета, 4 лаборатории, 7 учебни работилници, 4 компютърни зали, неограничен достъп до интернет, библиотека с повече от 25 000 тома техническа, научна и художествена литература, много добра открита и закрита спортна база.

## Специалности
- Компютърна техника и технологии
- Автотранспортна техника
- Мехатроника
- Рекламна графика

## Възпитаници
- Станислав Трифонов /Насимо/
- Валентин Танев